# گل کاکتوس (فیلم)
گل کاکتوس (انگلیسی: Cactus Flower) فیلمی آمریکایی در سبک کمدی به کارگردانی جین ساکس است که در سال ۱۹۶۹ منتشر شد. از بازیگران آن می‌توان به والتر ماتائو، اینگرید برگمن، گلدی هان، جک وستون و ویتو سکاتی اشاره کرد.

## موضوع فیلم
یک دندانپزشک برای دوری از تعهد، تظاهر به متأهل بودن می‌کند. اما وقتی او عاشق دوست دخترش شده و به او پیشنهاد ازدواج می‌دهد، مجبور می‌شود پرستارش را برای بازی در نقش همسرش استخدام کند و…